# 1808 у літературі
У цій статті висвітлено список літературних публікацій у 1808 році, а також пов'язаних з літературою осіб, які народилися або померли у цьому році.

## Публікації
- Опублікована перша частина «Фауста» Йоганна Вольфганга Гете.
- Вийшла поема «Марміон» Вальтера Скотта, яка принесла письменнику літературну славу[1].
- Опублікована новела «Маркіза д'О» Генріха фон Клейста.

## Народилися
- 27 січня — Давид Штраус, німецький теолог, філософ і письменник-публіцист.
- 5 лютого — Карл Шпіцвеґ, німецький поет-романтик і художник.
- 16 лютого — Жан Батист Гюстав Планш, французький літературний критик.
- 22 березня — Кароліна Нортон, британська письменниця-памфлетистка, соціальна активістка.
- 25 березня — Хосе де Еспронседа, іспанський поет-романтик.
- 22 травня — Жерар де Нерваль, французький поет і перекладач.
- 17 червня — Генрік Верґеланн, норвезький письменник-публіцист, поет-романтик.
- Віктор Забіла, український поет-романтик.

## Померли
- 25 вересня — Річард Порсон, англійський філолог-античник, дослідник античної літератури.